# Шолль, Андреас
Андреас Шолль (нем. Andreas Scholl; 10 ноября 1967, Эльтвилле-на-Рейне) — немецкий певец (контратенор и баритон). Один из ведущих контратеноров рубежа XX и XXI веков. В репертуаре певца преобладает музыка эпохи барокко.

## Биография
Из музыкальной семьи. Пел в хоре мальчиков церкви Св. Валентина в Кидрихе (Kiedricher Chorbuben), где освоил католическую литургику и григорианский хорал. В 13 лет исполнил партию Второго мальчика в постановке «Волшебной флейты» (постановка Государственного театра в Висбадене). 
С 1987 по 1993 годы обучался под руководством Рихарда Левитта и Рене Якобса в базельской Schola Cantorum, где получил диплом по старинной музыке. В 1992 году был отмечен Советом Европы и Фондом Клода-Никола Леду. 
Выступал с ведущими исполнителями-аутентистами, среди которых С. Кёйкен, Т. Коопман, У. Кристи, К. Руссе, М. Судзуки, Ф. Херревеге, Р. Якобс. C 2000 года преподавал вокал в базельской Schola Cantorum (в частности, Патрику ван Гётему).
Участвовал в престижных международных музыкальных фестивалях — «Би-Би-Си Промс» (с 1996), Зальцбургском (с 2003), Баховском в Лейпциге (с 2003), барочной музыки в Боне и в Амброне (оба — во Франции) и др. Гастролирует в разных странах, в том числе в США (в Карнеги-холле с 2001, в «Метрополитен-опере» с 2006). В 2015 впервые гастролировал в России. 
В 2012 году Шолль женился на израильской клавесинистке Тамаре Гальперин.
- 1995 Deutsche Barocklieder
- 1995 A. Vivaldi: Stabat Mater
- 1996 English Folksongs & Lute Songs
- 1999 G. F. Händel: Ombra mai fu
- 1999 Heroes
- 1999 Pergolesi: Stabat Mater
- 2000 Nisi dominus, Mai
- 2000 The Voice
- 2000 A Musical Banquet
- 2001 Wayfaring Stranger
- 2002 Baroque Adagios
- 2003 Arcadia
- 2004 The Merchant of Venice
- 2005 Arias for Senesino
- 2007 Il Duello Amoroso
- 2007 Andreas Scholl goes Pop
- 2008 Crystal Tears
- 2010 Oswald von Wolkenstein — Songs of Myself

## Награды (выборка)
- 1996: Baroque Vocal Prize от журнала Grammophone
- 1999: Prix de l’Union de la Presse Musicale Belge
- 1999: Klassik ECHO
- 2001: Edison Award (Нидерланды)
- 2002: Edison Award (Нидерланды)
- 2004: Vierteljahrespreis der Deutschen Schallplattenkritik 1/2004
- 2005: ECHO — «Klassik ohne Grenzen»
- 2006: «Певец года» на Classical Brit Awards
- 2009: Europäischer Kulturpreis (Solistenpreis)